# Sodbrennen (Film)
Sodbrennen ist eine US-amerikanische Filmkomödie von 1986. Mike Nichols verfilmte mit Meryl Streep und Jack Nicholson in den Hauptrollen das Drehbuch von Nora Ephron, welches auf deren gleichnamigem autobiographischen Roman basierte und in dem sie ihre gescheiterte Beziehung zum Journalisten Carl Bernstein verarbeitete, der für die Enthüllung der Watergate-Affäre bekannt ist.
Der deutsche Titel ist eine wörtliche Übersetzung des Originaltitels Heartburn, allerdings geht dabei die Doppeldeutigkeit verloren, denn im Englischen verweist das Wort „heart“ auf die Liebesthematik.

## Handlung
Die New Yorker Kolumnistin Rachel Samstat lernt auf einer Hochzeit Mark Forman kennen, einen charismatischen Politik-Journalisten aus Washington. Schon nach kurzer Zeit heiraten sie und beziehen ein Haus in der US-Hauptstadt, das erst renoviert werden muss.
Als Rachel schwanger wird und eine Tochter, Annie, bekommt, kann das nur notdürftig die Probleme ihres Alltagslebens kaschieren. Als sich im Freundeskreis herumspricht, dass eine befreundete Fernsehjournalistin, Thelma, eine Affäre hat, erkennt Rachel lange nicht, dass es sich bei dieser Affäre um Mark handelt. Erst während ihrer zweiten Schwangerschaft erfährt sie durch Zufall die Wahrheit.
Rachel verlässt Washington und zieht überstürzt nach New York, wo sie die meiste Zeit damit verbringt, auf eine Reaktion ihres Mannes zu warten und die Handlungen von Seifenopern auf ihr Leben zu beziehen. Nachdem sie überfallen und von dem Straßenräuber gezwungen wurde, ihren mit Diamanten besetzten Ehering herzugeben, kommt Mark zu ihr nach New York und bittet sie, ihm zu verzeihen. Rachel kehrt zu ihm zurück, weil er verspricht, seine Geliebte nie wieder zu sehen.
Doch die Beziehung bleibt brüchig. Immer wieder demütigen sich beide gegenseitig. So erzählt Rachel Freunden unter dem angeblichen Siegel der Verschwiegenheit, dass Thelma, deren Affäre zu Mark nicht bekannt wurde, ihr gestanden hätte, sie hätte eine Geschlechtskrankheit. Schließlich erhält sie von der Polizei den Ehering wieder. Da dieser locker ist, geht sie zum Juwelier, wo sie erfährt, dass Mark eine Kette gekauft hat. Auf diese Weise merkt Rachel, dass ihr Ehemann sie weiter betrügt. Bei einem Essen mit Freunden rächt sie sich, indem sie ihm eine Sahnetorte ins Gesicht drückt.
Nach der Geburt des zweiten Kindes verlässt Rachel Mark und Washington erneut, diesmal endgültig. Der Film endet, als sie mit ihren Töchtern das Flugzeug nach New York besteigt.

## Soundtrack
Das Lied zum Film war der Hit Coming Around Again von Carly Simon, der in der Bundesrepublik Deutschland Rang 32 und in Österreich sogar Rang sechs für 12 Wochen die Charts belegte.

## Auszeichnungen
Meryl Streep wurde auf der Semana Internacional de Cine de Valladolid als Beste Darstellerin ausgezeichnet.

## Kritiken
Der Film erhielt sehr unterschiedliche Bewertungen. Roger Ebert urteilte, dass Nora Ephron zu wenig Distanz zu der Geschichte hatte, um Mark zu einem halbwegs interessanten Charakter zu gestalten. Pat Graham fand Meryl Streep fehlbesetzt. Das Lexikon des internationalen Films stellte fest, der sympathische Film bleibe zwar an der Oberfläche, es handle sich aber auch um eine „gefühlige und humorvolle, bisweilen auch bissig-satirische Schilderung einer partnerschaftlichen Beziehung, in der lustvoll kolportiert und übermütig-souveränes Kino-Theater mit zwei brillanten Schauspielern geboten werde“.